# Sherman megye (Kansas)
Sherman megye az Amerikai Egyesült Államokban, azon belül Kansas államban található. Megyeszékhelye és legnagyobb városa Goodland. Lakosainak száma 5927 fő (2020. április 1.). Sherman megye Kit Carson, Logan, Wallace, Cheyenne, Rawlins és Thomas megyékkel határos.

## Népesség
A megye népességének változása:
| Lakosok száma | 6010 | 6050 | 6137 | 6115 | 5983 | 5927 |
|               | 2010 | 2011 | 2012 | 2013 | 2015 | 2020 |